# Peter Hodge
Peter Hodge (Leith, 28 giugno 1871 – Perth, 18 agosto 1934) è stato un allenatore di calcio e arbitro di calcio britannico.

## Carriera
Già a fine '800 lavora nel club scozzese del Dunfermline come segretario per il settore giovanile; diventa in seguito arbitro, arbitrando per 10 anni nel campionato scozzese.
Nel 1907 inizia ad allenare, e nella sua prima stagione vince il campionato scozzese di seconda divisione con i Raith Rovers, dove poi rimane per altre 4 stagioni, fino al 1912, tutte disputate nella prima divisione scozzese. Passa poi allo Stoke City, con cui nella stagione 1914-1915 allena per un anno nella seconda divisione inglese. Durante la sospensione del campionato dovuta alla prima guerra mondiale torna in Scozia, allenando nuovamente il Raith Rovers dal 1916 al 1919, per complessivi ulteriori 3 campionati di prima divisione.
Terminato il primo conflitto mondiale fa ritorno in Inghilterra, questa volta al Leicester City, dove allena dal 1919 al 1926: le prime 6 delle sue 7 stagioni a Leicester sono in seconda divisione, e l'ultima di esse, la 1924-1925, si conclude con la vittoria del campionato, con successiva salvezza nel campionato di First Division 1925-1926, il suo primo in carriera da allenatore nella prima divisione inglese. A fine stagione scende nuovamente ad allenare in seconda divisione, al Manchester City, con cui conquista prima un terzo posto nella Second Division 1926-1927 e poi vince il campionato nella stagione successiva. Dal 1928 al 1932 allena i Citizens in First Division, conquistando anche un terzo posto in classifica nel campionato 1929-1930 e non rischiando mai la retrocessione. Dal 1932 al 1934 è nuovamente allenatore del Leicester, con cui ottiene due salvezze consecutive in First Division e, nella stagione 1933-1934, una semifinale di FA Cup.
Muore a causa di problemi di salute poche settimane dopo la fine della stagione 1933-1934.

## Palmarès

### Allenatore

#### Competizioni nazionali
- Scottish Championship: 1

Raith Rovers: 1907-1908
- Campionato inglese di seconda divisione: 2

Leicester City: 1924-1925
Manchester City: 1927-1928